# Oligoryzomys rupestris
Oligoryzomys rupestris is een knaagdier dat bekend is van de Cerrado van Alta Paraiso (Goiás) en Pico das Almas (Bahia), op grote hoogte. De soort is genoemd naar de campo rupestre, de speciale vorm van Cerrado op grote hoogte waar hij voorkomt.
Dit is een kleine Oligoryzomys-soort met een grijze kop, een geelbruine rug en een grijze buik en staart. Deze soort heeft het laagste aantal chromosomen (2n) van zijn geslacht: 46, op de verwante O. sp.2 na. Het autosomale getal (AN) bedraagt 52. Van de twee karyotypische vormen beschreven door Silva & Yonenaga-Yassuda (1998) is er waarschijnlijk één (sp.1) identiek aan O. rupestris, terwijl de andere (sp.2) nauw verwant is.